# Se essa rua fosse minha
Se Essa Rua Fosse Minha é uma canção popular brasileira, considerada música infanto-juvenil. Esta canção é utilizada tradicionalmente em brincadeiras como cantiga de roda.

## História
Fontes consideram esta cantiga como uma canção criada por um autor desconhecido em homenagem a Princesa Isabel no século XIX. Outras fontes dedicam a autoria a Mário Lago e Roberto Martins, este último para meados dos anos 1930, ainda que isto tenha sido impossível, uma vez que Villa-Lobos utilizou a melodia nas Cirandinhas (n. 11) e nas Cirandas (também número 11) para piano, publicadas em 1926 e 1927 respectivamente. Já Alfredo do Vale Cabral, da Biblioteca Nacional do Brasil publicou em 20 de março de 1884 na Gazeta Literária, periódico do Rio de Janeiro um artigo sobre canções populares que recolhera na Bahia no ano de 1880. No texto, ele cita os versos "Si esta rua fosse minha / eu mandava ladriar / de pedrinhas de brilhante / para meu bem passeiar.", ele também registrou dos Açores os versos "Se essa rua fosse minha / eu mandava ladrilhar / de pedrinhas de brilhante / para o meu amor passar".